# Kóiči Fukuda
Kóiči Fukuda (japonsky: 福田耕一, Fukuda Kóiči; * 1975) je japonský kytarista skupiny Static-X pocházející z Ósaky.

## Život
Pochází z rozsáhlé japonské rodiny, která ho už od mládí vedla k hudbě. Prvním nástrojem na který hrál byl klavír. Jako malý kluk lekce nenáviděl, ale nyní si stále rád na klasické piano zahraje. Když mu bylo 15 zamiloval si hru na kytaru. Říká, že to bylo kvůli tomu jak se kytara liší od piana: je přenosná, snadno si ji může člověk uzpůsobit a podobně.
Do USA odešel, když mu bylo 20 let. Není to moc výřečný člověk, jen málo se účastní rozhovorů, pravděpodobně proto, nebo právě kvůli tomu je jeho motto „Music speaks louder then words.“ (Hudba mluví hlasitěji než slova.)

## Kariéra
Poté, co odešel do Spojených států, seznámil se v Los Angeles s kapelou Static-X, ke které se přidal v roce 1996 a tím se prakticky dokončila původní formace této kapely. Krátce potom kapelu na několik měsíců opustil, ale následně ho ostatní členové přesvědčili aby se vrátil. Potom nahrál se Static-X album Wisconsin Death Trip, ale po turné k této desce, těsně před nahráváním druhé desky Machine skupinu opět opustil, aby se věnoval rodině a vedlejším projektům (skupina Revolve). Ke kapele se připojil až po vyhození Trippa Eistena (po turné k desce Shadow Zone, během nahrávání desky Start a War). Kromě hraní na kytaru skládá hudbu k filmům, reklamám a videohrám, dříve také k porno filmům. Jako host se objevil na novém albu skupiny Otep, kde hraje na klavír.
Je to fanda Hvězdných válek.